# Sugar, Sugar
Sugar, Sugar è una canzone del 1969 interpretata dal gruppo musicale immaginario The Archies, protagonista del cartone animato Archie e Sabrina. La canzone fu inserita nell'album Everything's Archie.
Prodotta da Jeff Barry e scritta da Barry e Andy Kim, Sugar, Sugar rimase in vetta alla Billboard Hot 100 per quattro settimane, in Canada per tre settimane e per otto in vetta alla Official Singles Chart. Il singolo arrivò alla prima posizione dei singoli più venduti anche in Irlanda, Norvegia per dieci settimane, Germania, Spagna ed Austria per tre settimane. Il brano è considerato un classico esempio del genere bubblegum pop. A differenza di quanto si è sempre sostenuto, la canzone non fu mai offerta al gruppo dei The Monkees.
La parte principale del brano è cantata da Ron Dante, accompagnato dalla voce di Toni Wine (che canta la frase "I'm gonna make your life so sweet"), Andy Kim, e Ellie Greenwich. Insieme i quattro rappresentavano le voci dei quattro componenti degli Archies. Ray Stevens, si occupò dei battiti di mani che si sentono nel brano.
La canzone è stata classificata alla posizione 63 della classifica stilata da Billboard delle più grandi canzoni di tutti i tempi.

## Classifiche

### Classifiche di tutti i tempi
| Classifica (1958-2021) | Posizione |
| ---------------------- | --------- |
| Stati Uniti            | 90        |

## Cover importanti
- Wilson Pickett
- Jonathan King (con lo pseudonimo Sakkarin)
- Tom Jones
- Ike & Tina Turner
- Bob Marley & The Wailers
- Big Youth
- The Germs
- Ilaria Galassi, cantata all'interno della trasmissione Non è la RAI e contenuta nell'album Non è la Rai estate.
- Lara Saint Paul nel 1969 con il titolo Asciuga asciuga testo italiano di Mogol e Paolo Dossena (CDI, CDI 2039), inserita nell'album Lara e i suoi successi (Lasapa, 50 LSP 85010).
- Valeria Mongardini incise la stessa versione italiana Asciuga asciuga.